# La Maison sur la colline (roman)
Pour les articles homonymes, voir La Maison sur la colline.
La Maison sur la colline (titre original en italien : La casa in collina) est un roman court de l'écrivain italien Cesare Pavese écrit entre les années 1947 et 1948. Il est paru dans sa langue d'origine l'année suivante, en 1949, accompagné d'un autre roman court intitulé La Prison, dans le recueil Avant que le coq chante (Prima che il gallo canti en italien).
Le roman évoque la résistance italienne au fascisme, durant la Seconde Guerre mondiale, à travers l'histoire de Corrado, jeune professeur dépolitisé et indifférent à la guerre civile qui oppose partisans et fascistes.